# 公理模式
在數理邏輯裡，公理模式（英語：axiom schema）廣義化了公理這個概念。
公理模式是個在公理系統的語言中的一個合式公式，其中有一個以上的模式變數出現。這些模式變數屬於元語言的一種，代表系統內的任一項或任一公式。這些變數通常需要有部分是自由的，亦即有些不出現在公式或項中的變數。
若模式變數能替換的公式或項的數目是可數無限的，此公理模式則代表了可數無限個公理。這些公理通常可以被遞迴地定義。若一個理論不需要使用到公理模式來公理化，則稱之為「可有限公理化的」。可有限公理化的理論在元數學中被認為是較為重要的，即使這些理論在推導工作上較少有實際的用途。
公理模式兩個極知名的例子為：
- 數學歸納法，皮亞諾公理（有關自然數的公理）中的一部分；
- 替代公理，ZFC集合論中的一部分。

理查德·蒙塔古首先證明出公理模式是不可消除的，因此皮亞諾算術及ZFC集合論都是不可有限公理化的。
所有ZFC集合論裡的定理也會是NBG集合論的定理，但後者很令人驚訝地，是有限公理化的。新基础集合论也可有限公理化，但重要性則較小。